# Occhio al superocchio
Occhio al superocchio (Seeing Things) è una serie televisiva canadese in 43 episodi trasmessi per la prima volta nel corso di 6 stagioni dal 1981 al 1987. È una commedia gialla incentrata sulle vicende di un giornalista investigativo che riesce a vedere il passato della gente.

## Trama
Louis Ciccone è un giornalista del Toronto Gazette che risolve omicidi con l'aiuto della sua capacità di vedere il passato delle persone. Purtroppo, Louis non può controllare coscientemente questo senso se non per indagare gli indizi che gli danno queste visioni. In alcuni episodi, tuttavia, è in grado di fermare le visioni e manipolarle. Tuttavia, solo quando scopre nuove informazioni sul caso si verificano ulteriori visioni, che forniscono sempre più dettagli fino a quando finalmente riesce a scoprire l'assassino.

## Personaggi e interpreti

### Personaggi principali
- Louis Ciccone (43 episodi, 1981-1987), interpretato da Louis Del Grande.
- Heather Redfern (43 episodi, 1981-1987), interpretato da Janet-Laine Green.
- Marge Ciccone (43 episodi, 1981-1987), interpretata da Martha Gibson.
È la moglie di Louis Ciccone (è anche la moglie reale dell'attore Louis Del Grande).

### Personaggi secondari
- Kenny Volker (6 episodi, 1981-1987), interpretato da Ratch Wallace.
- Collins (6 episodi, 1982-1985), interpretato da Dan Hennessey.
- Falstaff (5 episodi, 1981-1986), interpretato da John Fox.
- Randall Jackson (4 episodi, 1982-1986), interpretato da Maury Chaykin.
- Marlon (4 episodi, 1981-1986), interpretato da Louis Negin.
- Jason (4 episodi, 1981-1986), interpretato da Ivan Beaulieu.
- Maggiordomo (4 episodi, 1981-1987), interpretato da Adam Ludwig.
- Spencer (4 episodi, 1981-1986), interpretato da Cec Linder.
- Mo (4 episodi, 1982-1987), interpretato da Lou Pitoscia.
- Rosie (3 episodi, 1985-1987), interpretata da Elizabeth Rukavina.
- Beverley (3 episodi, 1981-1987), interpretato da Pixie Bigelow.
- Alberto Ciccone (3 episodi, 1981-1985), interpretato da Al Bernardo.
- Anna Ciccone (3 episodi, 1981-1985), interpretata da Lynne Gordon.
- Brown (3 episodi, 1981-1984), interpretato da Frank Adamson.
- Max Perkins (3 episodi, 1981-1986), interpretato da Murray Westgate.
- Ray Summers (3 episodi, 1982-1985), interpretato da David Calderisi.
- Eli Moss (3 episodi, 1981-1987), interpretato da Charles Jolliffe.
- Guido (3 episodi, 1984-1987), interpretato da John Dee.

## Produzione
La serie, ideata dall'attore protagonista, Louis Del Grande, e da David Barlow, fu prodotta da Canadian Broadcasting Corporation e girata a Torontos in Canada. Le musiche furono composte da Philip Schreibman. Il regista è George McCowan (43 episodi, 1981-1987). La serie vinse numerosi premi in Canada. Nel 1983, Del Grande vinse un Actra Award come miglior attore in una fiction televisiva, e Sheldon Chad vinse un Actra Award come miglior autore televisivo per l'episodio Seeing Double. la serie ha inoltre totalizzato 10 Gemini Award nel 1986 e nel 1987.

### Sceneggiatori
Tra gli sceneggiatori sono accreditati:
- David Barlow in 43 episodi (1981-1987)
- Louis Del Grande in 43 episodi (1981-1987)
- Bill Gough in 9 episodi (1982-1986)
- Anna Sandor in 9 episodi (1982-1986)
- Larry Gaynor in 7 episodi (1984-1987)
- David Cole in 7 episodi (1985-1987)
- Sheldon Chad in 6 episodi (1982-1984)
- Bill Hartley in 4 episodi (1985-1987)
- Bill Lynn in 4 episodi (1985-1987)
- Jerome McCann in 3 episodi (1986-1987)

## Distribuzione
La serie fu trasmessa in Canada dal 15 settembre 1981 al 15 maggio 1987  sulla rete televisiva Canadian Broadcasting Corporation. In Italia è stata trasmessa con il titolo Occhio al superocchio.
Alcune delle uscite internazionali sono state:
- in Canada il 15 settembre 1981 (Seeing Things)
- in Francia il 6 settembre 1985
- in Spagna (Un sexto sentido)
- in Italia (Occhio al superocchio)

## Episodi
| Stagione         | Episodi | Prima TV Canada |
| ---------------- | ------- | --------------- |
| Prima stagione   | 3       | 1981            |
| Seconda stagione | 8       | 1982            |
| Terza stagione   | 8       | 1984            |
| Quarta stagione  | 8       | 1985            |
| Quinta stagione  | 8       | 1986            |
| Sesta stagione   | 8       | 1987            |